# Cratere Mirissa
Mirissa è un cratere sulla superficie di Marte.